# Ирина Влах
Ирина Влах (рум. Irina Vlah, рус. Ирина Фёдоровна Влах; Комрат, 26. фебруар 1974) је молдавска политичарка гагаушког порекла и актуелни башкан (гувернер) Гагаузије од 15. априла 2015. године. Била је посланик у Парламенту Молдавије од 2005. до 2015. године.
Важи за једног од најпопуларнијих политичара у Молдавији. Залаже се за боље односе са Руском Федерацијом.